# Loanhead
Loanhead (gälisch: Ceann an Lòin) ist eine Ortschaft in der schottischen Council Area Midlothian. Sie liegt rund acht Kilometer südöstlich des Zentrums von Edinburgh und fünf Kilometer westlich von Dalkeith. Wenige hundert Meter westlich verläuft der North Esk.

## Geschichte
Im späten 17. Jahrhundert erhielt Loanhead das Marktrecht. Die Ortschaft entwickelte sich als Standort des Kohle- und Schieferbergbaus. Die Bergwerke befanden sich in der Hand der Herren des nahegelegenen Mavisbank House, die Loanhead im Jahre 1736 um eine Bergarbeitersiedlung erweiterten. Zu den größten Kohlebergwerken zählte die um 1860 auf 366 m abgeteufte Burghlee Colliery, bei der zu Spitzenzeiten bis zu 795 Bergleute Beschäftigung fanden. Das letzte Bergwerk schloss 1989. Des Weiteren war Loanhead ein Zentrum der Papierindustrie.
1884 erhielt Loanhead die Rechte eines Burghs. In diesem Zeitraum entstanden dort auch zahlreiche Villen. Zu dieser Zeit besaßen verschiedene Bürger Edinburghs Häuser in Loanhead und es bestand eine regelmäßige Kutschverbindung in die Hauptstadt.
Zwischen 1861 und 1881 verdoppelte sich die Einwohnerzahl Loanheads annähernd von 1310 auf 2493 Personen. Im Laufe des 20. Jahrhunderts setzte sich das Wachstum fort. Lebten 1951 noch 4882 Personen in Loanhead, so wurden im Rahmen des Zensus 2011 bereits 6294 Einwohner gezählt.

## Verkehr
Die A768 (Bilston–Dalkeith) bildet die Hauptstraße der Ortschaft. Die wenige hundert Meter westlich verlaufende A701 (Edinburgh–Dumfries) sowie die nördliche A720, der äußere Straßenring Edinburghs, schließen Loanhead an das Fernstraßennetz an. Im August 1874 nahm der Bahnhof von Loanhead entlang der eingleisigen Edinburgh, Loanhead & Roslin Railway den Betrieb auf. Die zuletzt von der London & North Eastern Railway betriebene Strecke wurde im Juli 1968 geschlossen. Der Flughafen Edinburgh liegt 14 km nordwestlich.

## Persönlichkeiten
- Tommy Johnston (1927–2008), Fußballspieler